# 5549 Bobstefanik
5549 Bobstefanik è un asteroide della fascia principale. Scoperto nel 1981, presenta un'orbita caratterizzata da un semiasse maggiore pari a 2,5945520 au e da un'eccentricità di 0,0956613, inclinata di 13,94437° rispetto all'eclittica.
L'asteroide è dedicato all'astronomo statunitense Robert Stefanik.